# Intrapales remotella
Intrapales remotella är en tvåvingeart som beskrevs av Villeneuve 1938. Intrapales remotella ingår i släktet Intrapales och familjen parasitflugor. Inga underarter finns listade i Catalogue of Life.